# 林兌
林兑 （1906年—？)，日治時期台中廳龍井庄人。一名政治立場激進的台灣旅日青年，留日時期積極從事當時具有強烈反殖民色彩的社會主義運動，曾參與二七部隊，之後多次遭國民黨當局逮捕入獄後一蹶不振，出獄後下落不明。

## 學生時代
林兌曾就讀台北師範學校，因參加旅行事件引發的學潮，遭到校方退學。退學以後，林兑得到北師校友蔣渭水的協助，在1925年3月前往東京留學，插班進入五年制的日本大學中學校三年級就讀，1928年3月畢業。留日期間積極參與政治、社會運動，曾經參加台灣議會設置請願運動，也陸續參加台灣文運革新會、社會科學研究會(後改名為：「台灣學術研究會」)、東京台灣青年會、日本共產黨台灣民族東京特別支部等團體。
留日期間，林兌與陳植祺、王連盛、林添進、王敏川、林朝宗、何火炎、莊守等左翼人士同住，思想日益左傾。四一六事變被捕以後，林兌曾向日方坦承過去左傾及加入共產黨的緣由，他提到在1926年在日本大學中學部在學期間，自己曾受到同住者林朝宗、林添進影響，開始對社會主義產生興趣，崇拜列寧，憧憬共產社會，共同議論社會主義問題，閱讀日本社會主義者山川均、堺利彥等人的著作，以及《唯物史觀》、《無產者新聞》(日共機關報)等左翼刊物。

## 為時不長的行動
林兌不是台灣共產黨的創始者，也沒有主動加入共產黨，而是透過友人陳來旺的推薦而入黨。1928年9月23日，林兌、陳來旺、林木順、林添進等四人籌組了日本共產黨東京特別支部，會中決定這個組織將要達成兩個目標，第一，在台灣學術研究會和東京台灣青年會建立黨的指導地位，以便吸收台灣學生為黨員；第二，建立與日共以及台灣黨組織之間的聯繫關係。1928年底，林兌、蕭來福、黃宗垚、何火炎、陳銓生、林裳、蘇新和陳來旺，在東京文化協會下的《台灣大眾時報》社址集會三次，討論組織的指導路線與活動內容，做了幾項重要的決定，撰寫台灣共產黨史的學者盧修一在著作裡，列出了六點：1、以學校為單位，組織台灣人。2、改革東京台灣青年會，使之在東京特別支部指導下成為一個大眾團體。3、出版一份報紙。4、組織一個台灣人聯盟，支持《無產者新聞》。5、組織一個支援委員會，以解救從事台灣解放運動的受難者。6、對即將在1928年年底召開的台灣農民組合大會發表聲援書。隔年的1月2日，他與支部成員舉行會議，會中作成決定，要將七個地方小組重組為十個學校小組並分配各人的任務，決定加強徵募黨員，以及擔負起銷售《無產者新聞》的工作。這些會議上的重要決定，成為林兌日後的行動內容。1929年2月他以郵件的方式接獲共產黨的黨員証，並開始從陳來旺及其他人手中傳閱《赤旗》，到4月被補之前，林兌與其他台灣共產黨東京特別支部的成員，陸續召開幾次秘密會議。。
林兌與其他支部成員成功奪取了東京青年會的領導權，1929年2月3日的聚會上，他們想辦法讓大會通過改革青年會的決議，並且成立「日本台灣學生會」；之後，他們更進一步改造東京青年會，使該會成為東京台灣人的左翼組織，執行了先前秘密會議所作成的一個決定：「改革東京台灣青年會，使之在東京特別支部指導下成為一個大眾團體」。除了改造東京青年會，林兌與其他支部成員也取得了台灣學術研究會這個左翼組織的領導權，並積極吸收黨員。除了滲透學生組織，林兌與支部成員也積極介入台灣的農民運動，試圖要將台灣農民組合變成台共支配下的組織。1928年夏天，林兑趁著假期返台，和農民組合的一位領導人--簡吉與台共黨員謝雪紅取得聯繫。同年11月底，林兑攜帶支部的指示與林木順準備的農民問題對策回到台灣，之後與簡吉、謝雪紅等人共同指導台灣農民組合第二次大會，強化台共對台灣農民活動的影響力。然而，林兌拒絕出任農民組合中央委員會書記，並在1929年1月回到東京。
林兌回到東京以後沒有過多久，1929年4月15日，日本警方從日共組織領導人間庭末吉身上搜出日共黨員名單，名單上有三名台灣人；為了知道這三名台灣人的名字，東京警察一口氣逮捕了四十三名台灣學術研究會的主要會員。經過偵訊，日警發現這三名台灣人就是陳來旺、林兑、林添進，三人因此成為日警緝捕對象，東京支部也因這次事件瓦解，消失在歷史的舞台上。

## 出獄後
四一六事件爆發以後，林兌因為共黨身份暴露，遭到日警逮捕。1931年林兌假釋出獄，但他不改其志，與葉秋木、賴通堯等人，協商延續過去的運動，想另組一個以東京台灣留學生為主的民族鬥爭團體，經過一番討論以後，他決定成立「台灣問題研究會」。「台灣問題研究會」成立以後，林兌這些成員除了開辦讀書會，討論台灣共產主義運動、文化協會消解等問題，還致力拯救其他四一六事變的受難者。1932年，林兑與張麗旭、廖清纏、葉秋木、呂氏芬、呂江漢這些「台灣問題研究會」的成員，在「日本赤色救援會」組織底下成立「東京地方委員會城西地區高圓寺第十五班」，積極舉辦親睦活動，吸收台灣的旅日學生。1932年7月，「日本赤色救援會」設立「殖民地對策部」，林兌加入「殖民地對策部」，從事該會與台灣、朝鮮左翼人士的聯繫活動。。

## 轉進左翼文藝運動
1931年6月王白淵詩文集《荊棘之道》出版。林兌閱讀這本詩文集以後，不知是被詩文集裡蘊含的社會主義思想感動，還是出於政商人物慣有的理性算計--覺得作者政治意識形態與自己相近好拉攏，他開始與王白淵通信，之後交換彼此對無產階段級藝術運動的意見，最後提出組織台灣無產階級文化聯盟的計畫。
1932年3月25日林兑與王白淵、吳坤煌等人成立「台灣人文化同好會」，作為組織台灣無產階段文化聯盟的第一步，並且試圖以這種合法掩護非法的方式，讓一些台共、日共成員混在裡面，悄悄與台灣共產黨、中國共產黨、日本共產黨、日本赤色救援會，以及日本與朝鮮左翼團體互通聲息，建立聯合陣線，反帝反封建。同年的7月31日，他與王白淵、吳坤煌等人會面，討論該會刊物NEWS的發行與資金募集問題；但同年9月1日，同好會成員葉秋木參加反帝示威活動被人檢舉，台灣人文化同好會成立、運作等消息，被日本當局發覺。之後，林兑、張文環、王白淵、張麗旭等人遭到日警逮捕，同好會因而瓦解、消失。雖然王白淵、林兌、張文環等人籌組同好會的構想，在其他人的努力之下得到延續--張文環、吳坤煌等人獲釋以後，與其他旅日青年共同成立一個合法、走溫和路線的文藝團體「台灣藝術研究會」，林兌卻因被拘而無緣參與；1932年11月4日他再度入獄，之後便銷聲匿跡。
林兌後於台中市五權西路一帶經營木材行，並曾協助早年於台北師範被退學之同窗周宗河安排住所。二二八事件參與二七部隊。到了白色恐怖時期，據周宗河二子周海雄口述記憶（2018.12.28陳柏謙、周克任共同影音訪談）表示，林兌據說被國民黨整肅抓去關後，就再無音訊。